# Pierre Buyoya
Pierre Buyoya, född 24 november 1949 i Rutovu, Bururi, Burundi,  död 17 december 2020 i Paris, var en burundisk politiker som tillhörde tutsi-folket. Han var president i Burundi under två mandatperioder 1987–1993 och 1996–2003, och tog makten vid bägge tillfällena genom militärkupper. I oktober 2020 dömdes Buyoya i sin frånvaro till livstids fängelse för mordet på president Melchior Ndadaye fyra månader efter att denne tillträdde som vald president 1993.
I december 2020 smittades han av Covid-19 i Mali. Han sökte vård i Frankrike men avled i en ambulans på väg till ett sjukhus utanför Paris.